# Jesionna
Jesionna (prononciation [ jɛˈɕɔnna]) est un village de la gmina de Wodzierady, du powiat de Łask, dans la voïvodie de Łódź, situé dans le centre de la Pologne.
Il se situe à 6 kilomètres au sud-est de Wodzierady (siège de la gmina), 12 kilomètres au nord de Łask (siège du powiat) et 23 kilomètres au sud-ouest de Łódź (capitale de la voïvodie).

## Administration
De 1975 à 1998, le village était attaché administrativement à l'ancienne voïvodie de Sieradz.

Depuis 1999, il fait partie de la nouvelle voïvodie de Łódź.